# Avenir Sportif de Gabès
AS Gabès is een Tunesische voetbalclub uit Gabès. De grote rivaal van de club is Stade Gabésien.
De club werd in 1978 opgericht en promoveerde in 1984 naar de hoogste klasse waar de club laatste werd. In 1995 promoveerde de club voor een tweede keer, maar ook nu werd de laatste plaats behaald. In 2007 degradeerde de club naar de derde klasse maar promoveerde ondertussen terug naar 2de klasse.
AS Gabès · AS Soliman · Club Africain · CA Bizertin · CS Sfaxien · ES Gafsa · Espérance Tunis · Espérance Zarzis · ES Métlaoui · Étoile Sahel · JS El Omrane · Olympique Béja · Stade Tunisien · US Ben Guerdane · US Monastir · US Tataouine